# Le Jazz et la Java
Pour les articles homonymes, voir Jazz (homonymie) et Java.
Clip vidéo
[vidéo] « Claude Nougaro - Le Jazz et la Java », sur YouTube
[vidéo] « Claude Nougaro - Le Jazz et la Java (clip) », sur YouTube
[vidéo] « Three to Get Ready - The Dave Brubeck Quartet », sur YouTube
Pistes de Le Cinéma
Une petite fille
(F1-5) Le paradis
(F2-2)
Le Jazz et la Java est une chanson française de jazz et de java, de Claude Nougaro, enregistrée en single, extrait de son second album Le Cinéma de 1962,, un des premiers et plus importants succès de sa carrière et du jazz français.

## Histoire
La chanson fait référence au double succès culturel parisien et français de l'époque, du swing-jazz américain (très en vogue dans les clubs de jazz parisiens) et de la java traditionnelle parisienne (variante des valse musette de bal musette, avec des succès tels que Ça gaze de 1929) avec des paroles de Claude Nougaro : « Quand le jazz est là, la java s'en, la java s'en va, il y a de l'orage dans l'air, il y a de l'eau dans le gaz, entre le jazz et la java, pour moi, jazz et java, c'est du pareil au même, j'me soûle à la Bastille, et m'noircis à Harlem... ». La mesure de la java oscille en 3/4 et 4/4, et le 3/4 (le rythme de la valse) est également très prisé en jazz pour le swing. Nota, source pour l'ensemble de la section (sauf mentions supplémentaires). 
Après un premier enregistrement Il y avait une ville de 1959, sans grand succès, la rencontre avec Michel Legrand va être déterminante pour Claude Nougaro et lui permettre d'assumer pleinement sa passion pour le jazz en rendant « percussive l'écriture » de l'artiste-poète toulousain, lui apportant d'être rapidement reconnu comme un des principaux représentants du « jazz français » (à contre courant à l'époque de l'avènement international du rock 'n' roll des années 1950, ou du yéyé des années 1960). En studio, Michel Legrand, au piano et à la réalisation, réunit plusieurs instrumentistes réputés, dont l'organiste Eddy Louiss (qui deviendra un fidèle accompagnateur du chanteur) ainsi que le compositeur Jacques Datin. Ce dernier écrit pour Nougaro les musiques de Une petite fille, ainsi que ce titre, Le Jazz et la Java, dont le refrain du standard vient du titre Three to Get Ready, de l'album Time Out de 1959, du compositeur de jazz américain Dave Brubeck, auquel il joint pour les couplets une composition d'après un thème de Joseph Haydn.
Claude Nougaro propose initialement ce titre Le Jazz et la Java à Marcel Amont, qui l'enregistre le premier avec des passages de jazz et de java, suivi par Yves Montand. Il reprend et enregistre finalement son titre lui-même, avec de nouveaux arrangements, pour en faire un des premiers et plus importants succès fulgurants et emblématiques de sa carrière.

## Clip
Le scopitone (clip) est réalisé par Claude Lelouch, avec Claude Nougaro au volant d'une voiture américaine Ford Starliner cabriolet (avec des airs de future Ford Mustang de 1964) sur une route forestière de campagne, accompagné d'un couple de danseurs, (DVD coffret 60 ans de cinéma : Anthologie Claude Lelouch, 2023).

## Discographie
- 1962 : Marcel Amont, Super 45 tours Polydor 21 875 M[16]
- 1962 : Yves Montand, Super 45 tours Philips 432.814[17]

### Claude Nougaro
- 1962 : album Le Cinéma (33 tours 25 cm Philips B 76.559 R, sortie en avril[18])
- 1962 : Super 45 tours Philips 432.809 BE, sortie en septembre[11]
- 1964 : album Les Grands Auteurs et Compositeurs interprètes

Discographie live :
- 1969 : Une soirée avec Claude Nougaro (enregistrement public à l'Olympia)
- 1985 : Nougaro sur scène
- 1991 : Une voix dix doigts
- 1995 : The Best de Scène
- 1999 : Hombre et Lumière
- 2001 : Nougaro au Théâtre des Champs-Elysées

Compilations : 
- 1994 : Grand Angle sur... Nougaro
- 1998 : Jazz et Java

DVD : 
- 2023 : DVD coffret 60 ans de cinéma : Anthologie Claude Lelouch[19].

## Reprises et adaptations
- 2007 : Tomuya, album Un Japonais à Paris
- 2009 : Maurane, album Nougaro ou l’espérance en l’Homme[20]
- 2011 : Florent Pagny, album enregistré en public Ma liberté de chanter - Live acoustic